# Aeroporto di Lugo
L'Aeroporto di Lugo (IATA: nessuno, ICAO: LIDG) si trova a Sud della città di Lugo, in località Villa San Martino. Ospita al suo interno l’Aero Club intitolato all'«Asso degli assi» della prima guerra mondiale Francesco Baracca.
Esso si trova per il 30% nel territorio di Lugo (frazione di Villa San Martino) e per il 70% nel territorio di Bagnara di Romagna.

## Storia

### Dalla fondazione alla Seconda guerra mondiale
La costruzione del campo di aviazione di Lugo ebbe inizio a partire dal 1930 a seguito di una legge, presentata alla Camera nel 1927 dall'allora Sottosegretario all’Aeronautica Italo Balbo, che istituiva l’onere della servitù aeronautica e l’obbligo da parte delle amministrazioni provinciali di predisporre a loro spese, nei rispettivi territori, uno o più campi d'aviazione di fortuna “per rendere più sicura l’attività di volo e creare nel Paese quella vera coscienza aeronautica che ancora non esiste”. Nel settembre del 1930 il «Corriere Padano» di Ferrara scriveva che in Provincia di Ravenna esistevano due ottimi campi: uno alla Spreta (Ravenna) e l'altro nella frazione Villa San Martino di Lugo. Quest’ultimo, ultimato nei mesi estivi con una spesa attorno al milione di lire impiegando fino a 500 operai, si estendeva su una superficie di 35 ettari.
L'inaugurazione dell'infrastruttura, presenti le massime cariche del Partito fascista e delle Istituzioni locali, avvenne domenica 16 novembre 1930 con la “I Giornata di propaganda aviatoria”. Da Lugo e dai centri vicini accorsero più di 5.000 persone. L'annunciata Squadriglia da turismo altro non era che la “flotta” dell'«Anonima Romagnola Turismo Aereo» (Arta), società costituita pochi mesi prima da due faentini, Terzo Pasi ed Omero Graziani. Gli aerei, provenienti dal campo di volo della Spreta, erano due Aviatik biposto costruiti nel 1918 come ricognitori militari e ricondizionati 10 anni dopo per uso civile. La robustezza e la grande superficie alare ne facevano macchine affidabili, in grado di operare su piste di ridotte dimensioni. In occasione dell'inaugurazione decollarono ed atterrarono decine di volte ciascuno, con al comando due piloti di provata esperienza: il milanese Sala e il modenese Lancilotti. Portarono in volo 30 fortunati spettatori, estratti a sorte fra i soci del costituendo Aero Club nonché gli studenti meritevoli del Ginnasio “Trisi” e della Scuola di avviamento al lavoro, oltre ad alcuni appartenenti alle organizzazioni giovanili di regime. Eseguì un lungo volo anche Enrico Baracca, padre dell'eroe della Prima guerra mondiale.
Successivamente si costituì a Lugo l'Aero Club locale (dal 1936 rinominato «Reale Unione Nazionale Aeronautica» a seguito della messa al bando delle parole straniere) e si diede vita ad una scuola di pilotaggio. Il 18 novembre 1930 il «Corriere Padano» scrisse: “Sarebbe consigliabile che anche nel campo di fortuna di Lugo fosse installato qualche hangar, rendendo possibile mantenere sempre viva la passione aviatoria tanto sentita nella nostra città che, non bisogna mai dimenticare, è legata al nome dell’Asso degli Assi”. Fortunatamente i due AVIATIK dell'Arta non rientrarono alla Spreta ma restarono a Villa San Martino per assolvere il compito assegnato alle Squadriglie e alle Sezioni da turismo aereo: quello di consentire ai piloti, sia civili che della riserva, di mantenersi in allenamento. Si volle in questo modo formare una massa di giovani pronta all'arruolamento nella Regia Aeronautica in vista dell'assegnazione alle scuole di pilotaggio per conseguire il brevetto militare. I voli continuarono fino alla metà del mese di dicembre dello stesso anno e molti piloti poterono così effettuare le previste dieci ore e riscuotere il premio di mille lire, una somma che coprì abbondantemente la spesa sostenuta.
Il 18 giugno 1931, vigilia del 13º anniversario della morte di Francesco Baracca, l'aeroporto ospitò un’altra giornata aviatoria, cui prese parte, entusiasmando con le sue ardite manovre acrobatiche, Mario de Bernardi, compagno di Francesco Baracca nella 91ª Squadriglia.

### Dal dopoguerra ad oggi
Dopo la seconda guerra mondiale sorse nell'area un campo militare temporaneo, mentre la prima vera pista per aerei venne costruita, in erba, alla fine degli anni 1960 dall'Aeroclub di Lugo, ricostituitosi nel 1950 per iniziativa di Bartolomeo Golfera (MOVM) e intitolato a Francesco Baracca.
Alla fine degli anni 1980 l'Aeroclub si è occupato della costruzione della nuova pista in asfalto, lunga 800 metri, e delle altre strutture presenti sul campo: hangar, bar, ristorante e foresteria.

## Eventi
Per quanto riguarda il volo aereo, l'aeroporto di Lugo, a seguito della fattiva collaborazione e, dal 2007, del gemellaggio esistente tra l'Aeroclub “Francesco Baracca” e la Brigata Aeromobile "Friuli", ha ospitato varie manifestazioni aeree tra cui Eliexpo 2006, Open Fly Day & Night 2007 (manifestazione diurna e notturna) ed Open Fly 2008. 
Dal 2017 l'aeroporto ospita inoltre, organizzati dall’Aero Club di Milano, il Trofeo Roberto Crippa di acrobazia di precisione e il Trofeo Reggiani - Premio Roberto Manzaroli di acrobazia freestyle, entrambi valevoli per l’assegnazione del titolo italiano. 
Per l’aeromodellismo (l’Aero Club ha una sezione a questo dedicata), l'impianto ospita una prova del Campionato Mondiale per aeromodelli a volo vincolato. Infatti, la manifestazione più importante organizzata in aeroporto, oltre ad altre gare valide per il titolo italiano, è sicuramente 
la “Coppa d'Oro”, gara internazionale che unitamente alla prova organizzata in Inghilterra, assegna il titolo mondiale a tutte le specialità del volo vincolato.

## Utilizzatori
Oggi sull'Aeroporto di Lugo è attivo l'Aeroclub “Francesco Baracca” (160 soci al 2025), con annessa Scuola di volo per aerei, elicotteri, droni ed aeromodelli. 
La Scuola dispone, dal 2012, di un simulatore di volo per elicottero del tipo ENTROL H11 FNPT II MCC.
- Dal 2018 il Presidente dell'associazione è Oriano Callegati.